# Narycia leuceres
Narycia leuceres är en fjärilsart som beskrevs av Turner 1900. Narycia leuceres ingår i släktet Narycia och familjen säckspinnare. Inga underarter finns listade i Catalogue of Life.